# Sestava Československé hokejové reprezentace na ME 1921
Původně se mělo jednat o druhé mistrovství světa, ale různé hokejové reprezentace postupně odmítly vážit dlouhou cestu na sever Evropy. Českoslovenští hokejisté se však jako obhájci titulu mistra Evropy (navazovali přirozeně na české účasti na předválečných mistrovstvích) přijet rozhodli. Domácí byli za tuto skutečnost vděčni a soupeři dovolili v dějišti odehrát dvě přípravná střetnutí proti tamním klubům.
Jediné utkání mistrovství se hrálo na stadiónu, který sloužil při Letních olympijských hrách v roce 1912 za umělého osvětlení. Než si českoslovenští hráči na tuto novinku zvykli, rychle prohrávali. Přes zlepšení ve druhé části střetnutí již náskok soupeře nedokázali dohnat. Domácí publikum pak oslavovalo zdařilou odvetu za utkání o bronzové medaile z olympiády, která se konala o rok dříve.

## Sestava
- Karel Wälzer
- Jaroslav Hamáček
- Jan Palouš
- Otakar Vindyš
- Karel Hartmann
- Valentin Loos
- Jaroslav Jirkovský
- Josef Šroubek
- Karel Pešek-Káďa

Trenérem tohoto výběru byl předseda svazu J. Říha.
| Sestava Československé hokejové reprezentace na ME        | Sestava Československé hokejové reprezentace na ME           | Sestava Československé hokejové reprezentace na ME                |
| --------------------------------------------------------- | ------------------------------------------------------------ | ----------------------------------------------------------------- |
| Předchůdce: Sestava hokejové reprezentace Čech na ME 1914 | 1921 Sestava Československé hokejové reprezentace na ME 1921 | Nástupce: Sestava Československé hokejové reprezentace na ME 1922 |